# Моара-Домняске (Васлуй)
Моара-Домняске (рум. Moara Domnească) — село у повіті Васлуй в Румунії. Входить до складу комуни Велень.
Село розташоване на відстані 284 км на північний схід від Бухареста, 8 км на північ від Васлуя, 50 км на південь від Ясс, 144 км на північ від Галаца.

## Населення
За даними перепису населення 2002 року у селі проживала 1391 особа, з них 1390 осіб (99,9%) румунів. Рідною мовою 1390 осіб (99,9%) назвали румунську.